# Morbio Inferiore
Morbio Inferiore (lmo. Mòrbi da Sòtt) − miejscowość i gmina w południowej Szwajcarii, w kantonie Ticino, w okręgu (distretto) Mendrisio, w powiecie (circolo) Balerna.  

## Demografia
W Morbio Inferiore mieszkają 4 383 osoby. W 2021 roku 25,7% populacji gminy stanowiły osoby urodzone poza Szwajcarią. 